# Modefotografie

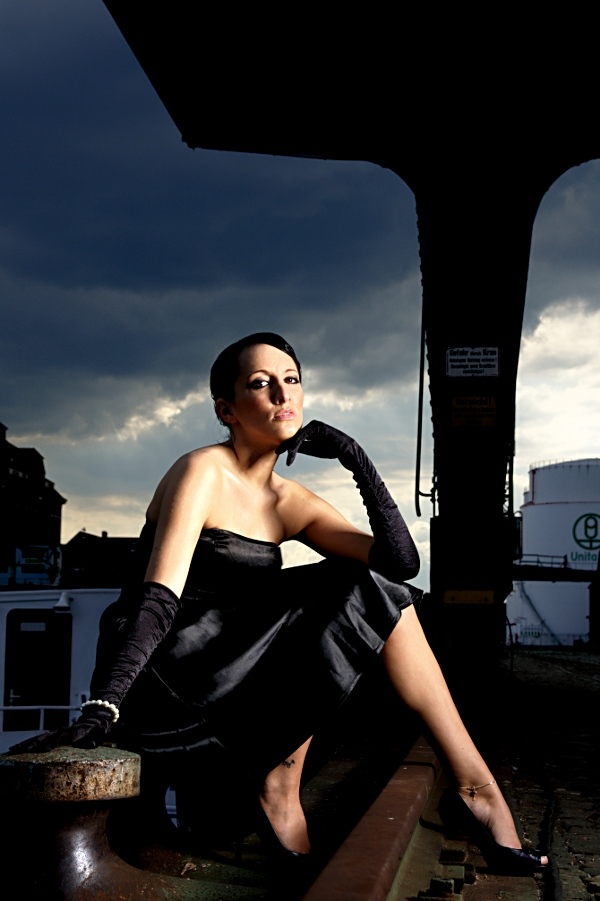
Fotografie eines Kleides Outdoor (Berliner Westhafen)

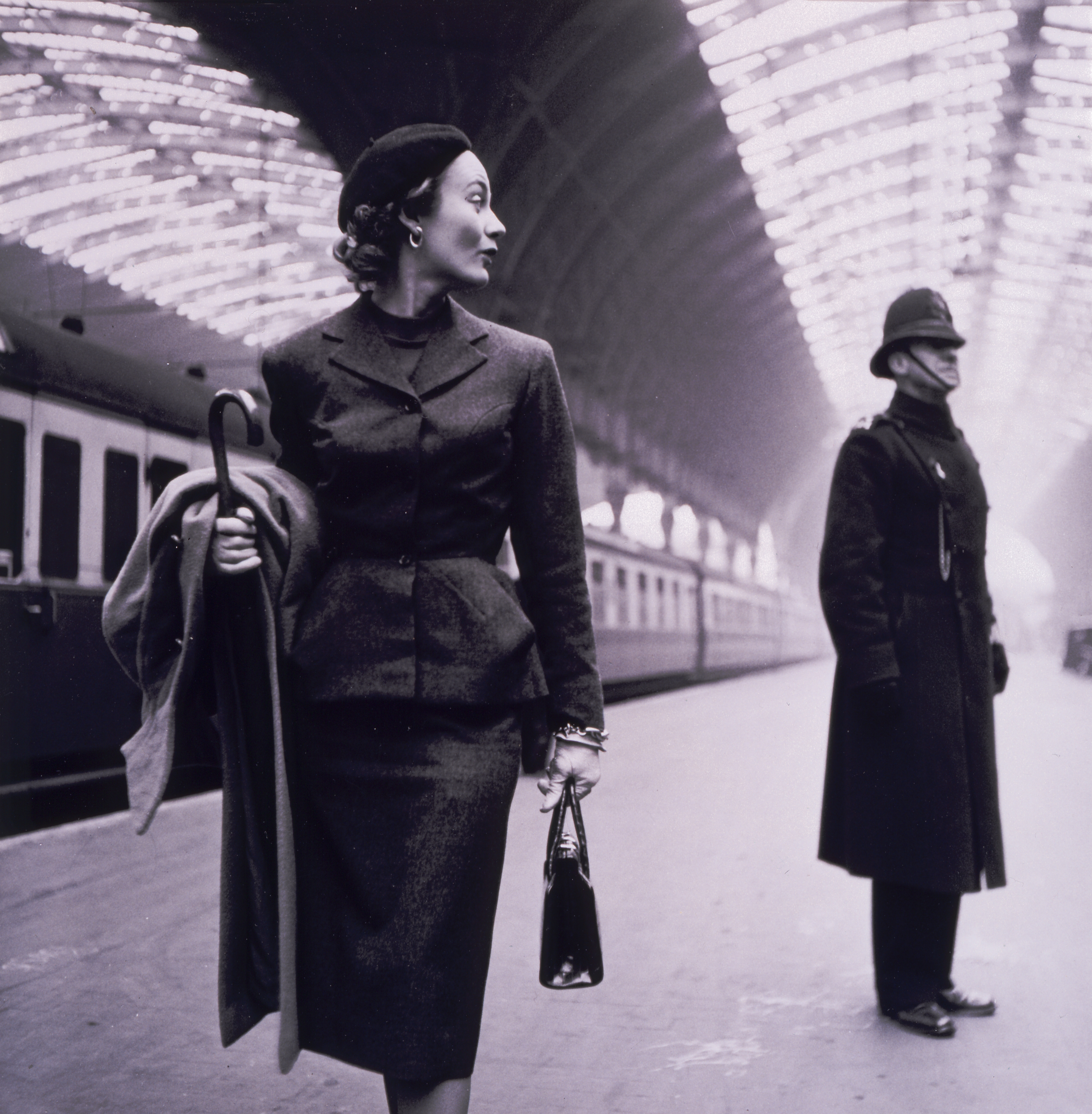
Mode im Bahnhof Victoria Station, London 1951 von Toni Frissell

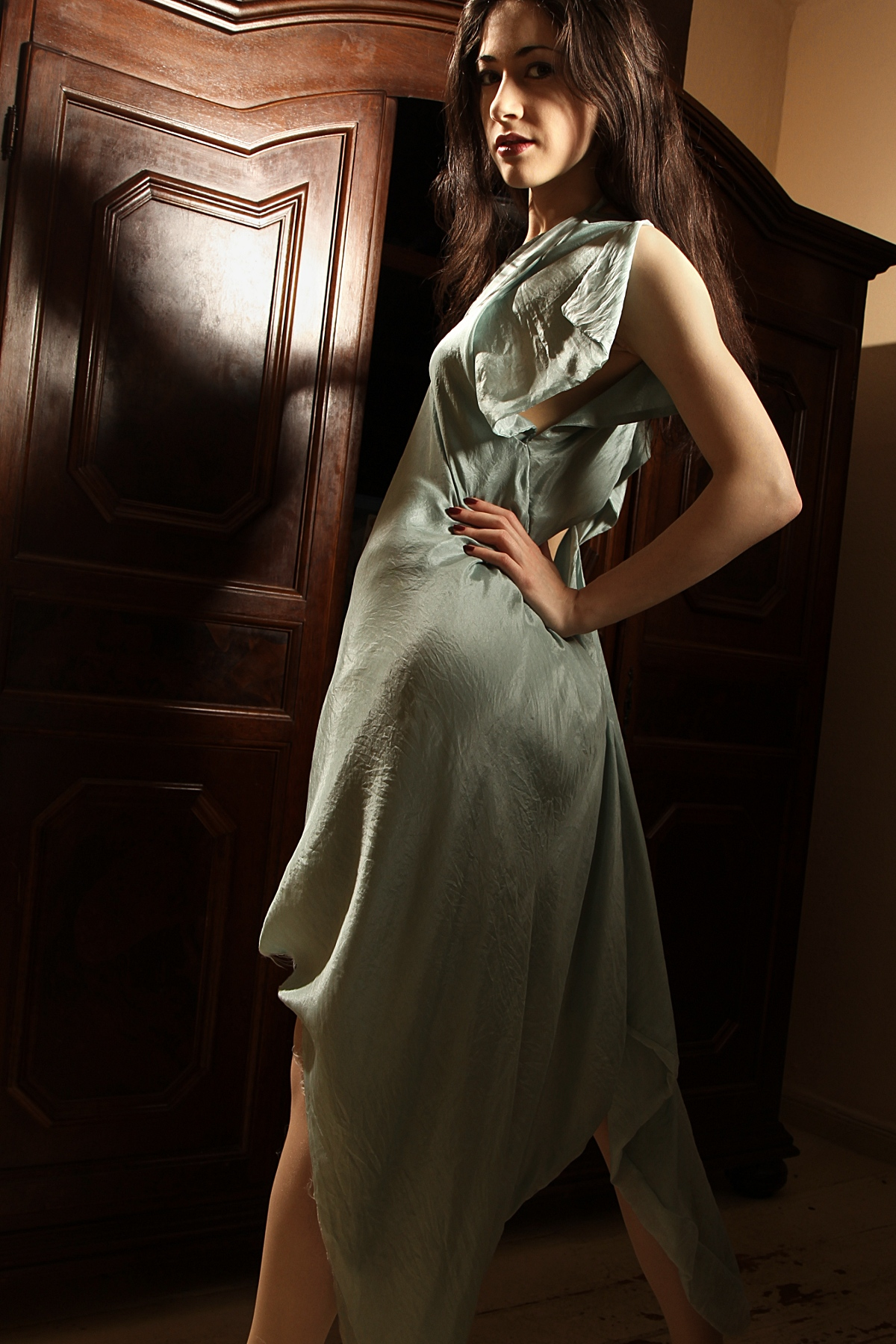
Fotografie eines Kleides im Wohnzimmer (on location)

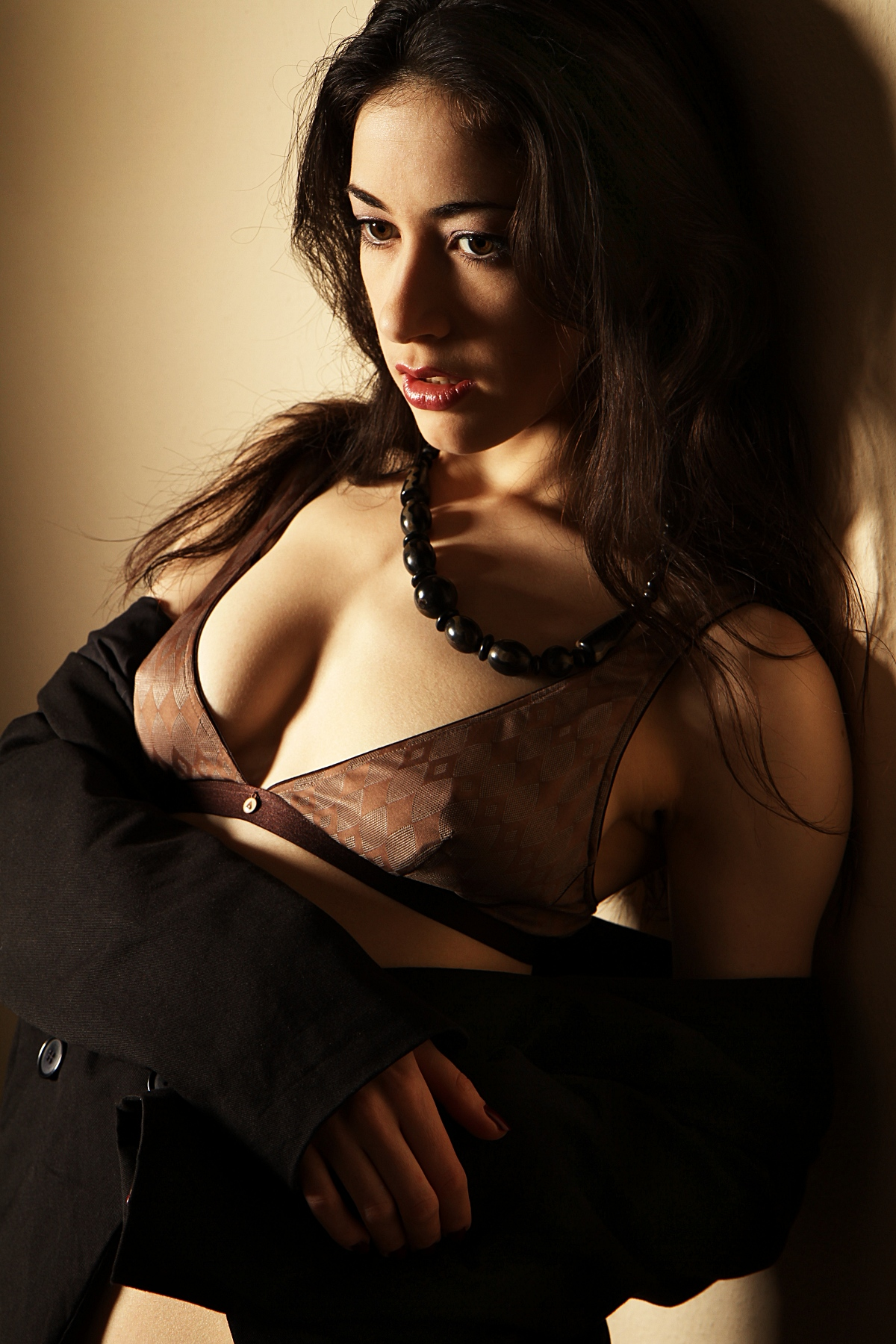
Wäschefotografie im Fotostudio

Die Modefotografie ist ein Zweig der Fotografie, bei der Kleidermode meist zum Zwecke der Werbung und des Verkaufs abgebildet wird. Allerdings gilt für die Fotografie der Haute Couture, dass die Fotografen des Genres sich lesen wie ein Who’s Who der Fotografie des 20. und 21. Jahrhunderts. In den vergangenen Jahren gelang es der Modefotografie in den Kanon der Künste aufgenommen zu werden, da sie in zahlreichen Museen und Galerien als eigenständiges Genre der Fotografie ausgestellt wird.

## Einordnung in die Genres der Fotografie
Die Modefotografie hatte immer mit dem Image der Auftragskreativität zu kämpfen, deren Aufgabe rein kommerzieller Natur sei. Die Modefotografie sei das fuck-Wort in der Kunst, kommentierte Richard Avedon im Jahre 1970, sie sei dreckig, verpönt, eben keine richtige Kunst. Auch Kritikern, Kuratoren und Direktoren der Museen galt sie bisweilen frivol, dekadent, selbstverliebt bis eitel, oberflächlich, flüchtig, kommerziell. Der Makel kaum mehr sein zu können, als ein fotografisches Plakat, dass primär zum Kauf animieren soll, machte es ihr in der akademischen Kunstwelt nicht leicht sich als Kunstform zu etablieren. Den Anspruch der Echtheit jedenfalls hat das Genre nie vertreten, sondern sie war und ist oft perfekt inszenierte Werbefotografie des Schönen.

„Ein Modefoto ist nicht das Foto eines Kleids – es ist das Foto einer Frau.“

## Geschichte

### 19. Jahrhundert
Die Vorläufer der ersten Modefotografien stammen aus dem Jahr 1856. Adolphe Braun veröffentlichte ein Buch mit 288 Fotografien von Virginia Oldoini, Comtesse de Castiglione, einer toskanischen Edeldame am Hof Napoleon III. Die Comtesse führte auf diesen Bildern ihre Garderobe vor und wurde so das erste Fotomodell der Geschichte. 
Auch die Bilder von Clementina Hawarden können als frühe Zeugnisse der Modefotografie gelten. In ihrem eleganten Haus in London errichtete sie ein photographisches Studio, in welchem die charakteristischen Porträts ihrer Töchter entstanden. Die Arrangements und Kompositionen ihrer Models, der viktorianischen Kleidung und Einrichtungsgegenstände waren der Zeit weit voraus.
1892 erschien die erste reproduzierte Modefotografie in der französischen Publikation La Mode Pratique.

### 20. Jahrhundert
Zu Beginn des 20. Jahrhunderts erschienen Modefotografien in Zeitschriften wie Harper’s Bazaar oder Les Modes. Zur gleichen Zeit etablierten sich eigene Fotostudios für Modefotografie in den europäischen Hauptstädten wie die Ateliers „Reutlinger“, „Talbot“ (Paris), „Willinger“ oder „Binder“ (Berlin). Im Jahr 1909 übernahm Condé Nast das Magazin Vogue und Baron Adolphe de Meyer entwickelte neue Inszenierungen der Bilder, in denen die Eigenständigkeit der Modefotografie wurzelt. Meyer bildete die Fotomodelle in natürlicher Umgebung und natürlichen Posen ab. Die Modezeitschrift Vogue und ihre stärkste Konkurrenz, Harper’s Bazaar, führten die Modefotografie in den 1920er und 1930er Jahren zu einer angesehenen Kunstform. Wichtige Protagonisten in dieser Zeit waren Edward Steichen, George Hoyningen-Huene, Horst P. Horst, Dora Maars oder Cecil Beaton. Auch surrealistische Fotokünstler wie Man Ray oder Lee Miller arbeiteten für dieses Genre. In Berlin etablierte Yva erfolgreich ihr Studio, in dem Helmut Newton ausgebildet wurde. 
Der Zweite Weltkrieg bedeutete für die Modefotografie eine wichtige Zäsur. Der Schwerpunkt der Arbeit der Modefotografen verlagerte sich von Europa in die USA. Dort konkurrierten die beiden großen Magazine Vogue und Harper’s Bazaar um den Markt. Ihre Hausfotografen allen voran Louise Dahl-Wolfe, aber auch Irving Penn, Martin Munkácsi und Richard Avedon, sollten den „Look“ der Modefotografie für die nächsten Jahrzehnte entscheidend prägen. Die Modefotografie löste sich aus ihren starren Positionen und entwickelte eine freiere Bildsprache. Der Fotograf Martin Munkácsi lichtete 1936 als erster Models am Strand in sportlichen Posen ab, Louise Dahl-Wolfe arbeitete für ihre Modeaufnahmen vor allem mit natürlichem Licht und beeinflusste mit ihrem Stil ihre jüngeren Kollegen.
Unter der künstlerischen Leitung von Alexey Brodovitch setzte gerade Harper’s Bazaar diese neue Bildauffassung in ihrem Magazin durch. Richard Avedon war der wichtigste Mitarbeiter in den 1950er Jahren. Im deutschsprachigen Raum entwickelten sich in den fünfziger und sechziger Jahren beispielsweise Regina Relang, Walter E. Lautenbacher, F. C. Gundlach und Willy Maywald zu Größen der Modefotografie.
In den 1960er Jahren revolutionierten Fotografen David Bailey oder Bob Richardson, der Vater von Terry Richardson die Modefotografie. Neue Models wie Twiggy oder Jean Shrimpton standen für einen Generationswechsel und für einen verjüngten, dynamischeren Stil. 
In den 1970er Jahren erweiterten Fotografen wie Guy Bourdin und Helmut Newton, die für die Vogue arbeiteten, die Grenzen des Genres. Themen wie Fetischismus, Pornographie und Voyeurismus hielten Einzug in die klassische Modefotografie.

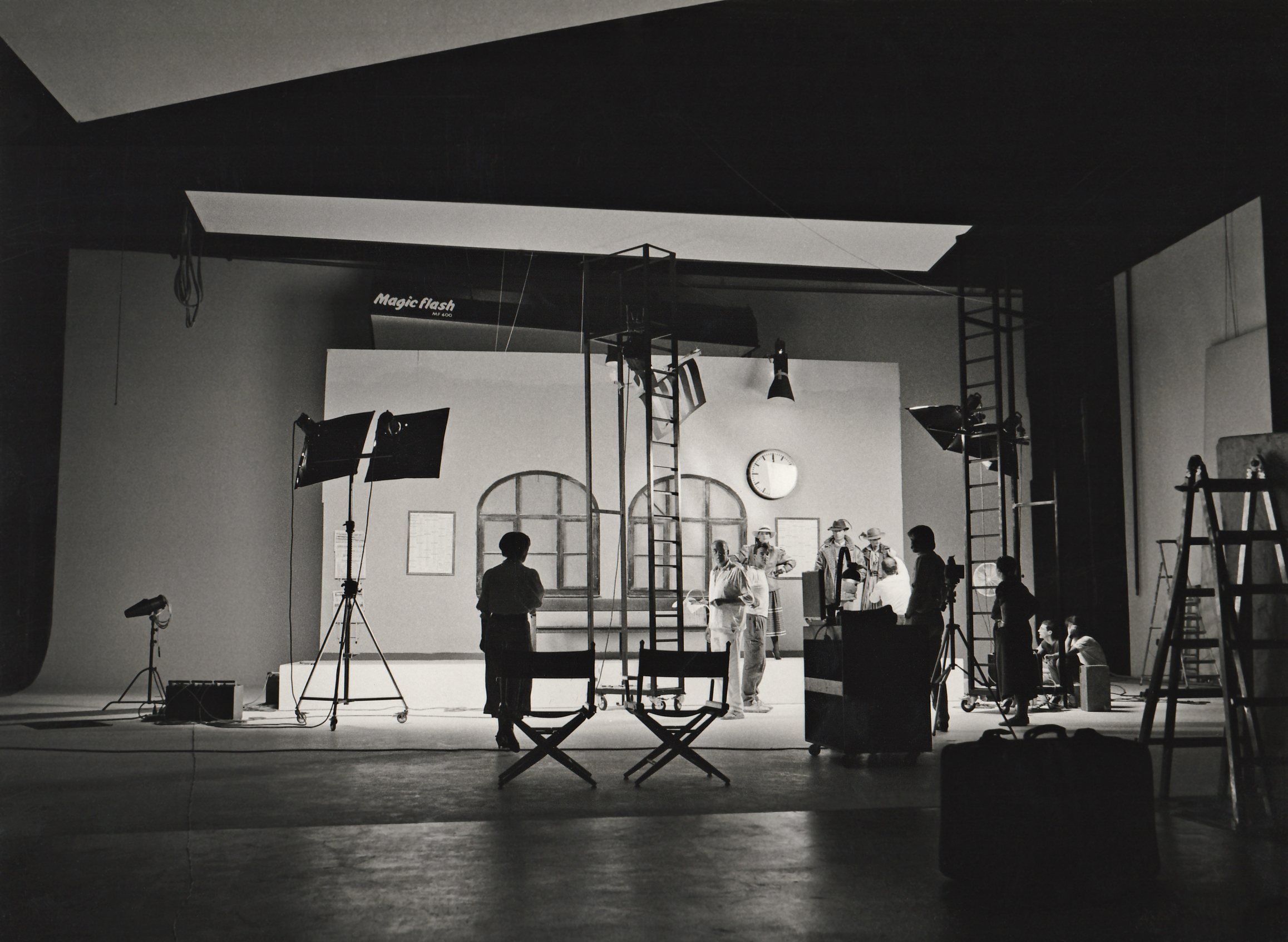
Fotoproduktion zur Pelzpromotion 1983 im René Staudt Studio, Leonberg. Für das Foto wurde eine Bahnhofskulisse aufgebaut. Walter E. Lautenbacher Mitte rechts, in die Kamera schauend, daneben sein Sohn als Assistent Marc Lautenbacher.

Die 1980er Jahre hingegen sah eine neue Generation von Fotografen. Peter Lindbergh, Herb Ritts und Bruce Weber inszenierten ästhetische schöne Welten; der Einfluss der großen Marketingabteilungen auf die Modezeitschriften war sichtbar, die Schwarz-Weiß-Fotografie erlebte ein Comeback. Supermodels wie Linda Evangelista, Christy Turlington, Naomi Campbell, Tatjana Patitz oder Claudia Schiffer standen exemplarisch für die Epoche einer perfekten Inszenierung. Allerdings gab es auch Rebellen: Mit der Benetton-Kampagne durchbrach Oliviero Toscani in den 1980er Jahren die tradierten Sehgewohnheiten bis hin zum Skandal, allerdings auch mit einer konzeptionell durchgängigen Bildsprache von hoher emotionaler Tonalität.
In den 1990er Jahren wandten sich einige Fotografen einem „neuen Realismus“ zu und kehrten sich von den glatten und hyperästhetischen Welten ab. Von Subkulturen beeinflusste Fotografen wie Juergen Teller, Wolfgang Tillmans oder Nick Knight prägten eine Ästhetik der sogenannten „Heroine Looks“, Models wie Kate Moss waren Ikonen der Dekade. Parallel dazu entwickelten Modefotografen wie David LaChapelle oder Steven Meisel einen glamourösen eigenen Stil.

### 21. Jahrhundert
Terry Richardson provozierte die Szene ab dem Jahre 2000 mit freizügigen Fotos aus der Kampagne für Sisley; seine an der Ästhetik von Pornos orientierte Fotografie brach Tabus. Von den Medien wurde Richardson daher mit der Stilrichtung des Porn Chic in Verbindung gebracht. Die englische Zeitung Guardian bezeichnete Richardsons umstrittenen Modefotografie-Stil als “soft porn”. Allerdings brachte ihm der Tabubruch auch einen gewissen Kultcharakter ein.
Das 21. Jahrhundert ist aber auch in der Modebranche geprägt von der digitalen Transformation als Mega-Trend. Die Magie der Exklusivität einer Modepräsentation wurde durch Blogger und Influencer aufgebrochen, die heute bei den Modeschauen in der ersten Reihe sitzen. Fotos der kommenden Saison gehen noch während der Schau online, werden geteilt und gelikt. Art-Direktoren, Branchen-Insider und klassische Hochglanz-Medien verlieren ihre gewohnten Gate-Keeper-Funktionen. Blogger und Influencer posten nicht nur die neusten Styles, sondern vor allem sich selbst auf Plattformen wie Instagram. Gezeigt werden nun Street-Stars statt Diven, echte Menschen statt Models. Die Modefotografie wird so massenkompatibel und neue Genres entstehen auf dieser Basis, wie die Street-Fashion-Fotografie. Es scheint so, als sei die klassische Modefotografie in den Museen angekommen ist, sich aber die fotografischen Ausdrucksformen und die Bildsprache grundlegend wandeln.

## Auktionsrekord
Richard Avedon hält den bisherigen Auktionsrekord für ein Modefoto: „Dovima mit Elefanten“ (1955) – eine Auftragsarbeit für „Harper’s Bazaar“ wurde im Jahr 2010 für 841.000 Euro versteigert.

## Ausstellungen
- 1990: Modefotografie – Von 1900 bis heute, Kunstforum Länderbank, heute Bank Austria Kunstforum.
- 2004: Fashioning Fiction in Photography since 1990, Museum of Modern Art (MoMA), New York City.
- 2012: Zeitlos schön – 100 Jahre Modefotografie von Man Ray bis Mario Testino im C/O Berlin.
- 2012: Herb Ritts, J. Paul Getty Museum, Los Angeles.
- 2016: Robert Mapplethorpe, J. Paul Getty Museum, Los Angeles.
- 2018: Icons of Style, J. Paul Getty Museum, Los Angeles.